# Hakea myrtoides
Hakea myrtoides är en tvåhjärtbladig växtart som beskrevs av Meissn.. Hakea myrtoides ingår i släktet Hakea och familjen Proteaceae. Inga underarter finns listade i Catalogue of Life.